# 吉田成方院
吉田 成方院（よしだ せいほういん）は、江戸時代の幕府医官。

## 概要
吉田成方院家の医業は、鎌倉末期の坂九仏（初代・浄快の曽祖父）に遡る。八代までは坂氏を称し、九代から一族の吉田意安家と同じく吉田を名乗るようになった。法印に叙せられた後は「盛方院」と名乗る慣例であった。
吉田意安家は佐々木秀義の六男・吉田六郎の11代孫である吉田徳春が、室町幕府の医官を務め、法印を拝命以来続く名門医家で、徳春の曽孫である吉田宗桂は室町幕府12代将軍・足利義晴の侍医を務め、明に渡り、2年間医学を学んで帰国した名医として名高く、歴代「意安」を名乗った。
吉田成方院浄元（宮内卿）は、寛永元年（1624年）法眼に叙し、のちに法印となり、寛文9年（1669年）没。
吉田成方院浄友（治部卿）は、寛文9年（1669年）遺跡を継ぎ、翌年法印に叙し、元禄12年（1699年）没。『享金方』の著書がある。
盛方院を継いでいた浄庵（元寿）の代で、将軍徳川家斉の息女盛姫の「盛」の字を避けて、成方院と称した。天保3年（1832年）4月12日、文姫付奥詰医師より西の丸奥医師に転じ、のち家斉の御匙（侍医長）となり、天保7年（1836年）12月16日、法印に叙任。天保12年（1841年）閏正月30日、大御所家斉の死に際し臨終の瞬間を見逃すという失態を演じたために、（薨去の百ケ日を待って）5月15日付で以下の通り罰せられた。成方院は奥医師解任、隠居、謹慎。同じく西の丸奥医師の職にあった息子・頼庵も連座し、奥医師解任、小普請入り、家禄（世襲禄）も100俵を削られる。同時に浜町矢の倉の屋敷も収公された（これらは医師に対する処分としてはかなり重いものである）。

## 系譜
- 初代：坂浄快　（坂九仏の曽孫、坂十仏（1337年（延元2年）民部卿・法印）の孫、十仏の子・士仏（民部卿・法印）の四男）　称光天皇の治病に効を奏して、法眼に叙せられた。のち宮内卿・法印。号は魁春庵。著書『秘法二十八剤』
- 二代：坂浄秀　典薬頭篤直二男、浄快の養子。宮内卿・法印。後花園天皇の治病に効を奏して、盛方院の号を賜り、法印に叙せられた。著書『鴻宝秘要抄』以後代々「盛方院」を称する。
- 三代：坂浄孝　治部卿、法印。著書『揖仙方』
- 四代：坂浄喜　足利義尚の治病に効を奏した。宮内卿・法印。著書『直済方』
- 五代：坂浄運　明応の時代に明に渡り、張仲景の方を得て帰国。後柏原天皇の治病にあたった。治部卿、法印。『続鴻宝秘要抄』を編纂。『新揖方』三十一巻を著した。
- 六代：坂浄見　宮内卿・法印。『増揖附益抄』を著した。
- 七代：坂浄盛　治部卿・法印。
- 八代：坂浄忠　宮内卿・法印。正親町天皇の治病に効を奏した。著書『小双紙』。
- 九代：吉田浄勝（1550～1584）　治部卿・法印。織田信長の治病にあたった。著書『遠源方』二十二巻。
- 十代：吉田浄慶（1554～1614）　浄勝の弟。宮内卿・法印。後陽成天皇の治病に効を奏した。1592年（文禄元年）豊臣秀吉に従って名古屋の陣所に赴き、のち徳川家康に仕えた。
- 十一代：吉田浄珍（1583～1621) 治部卿・法印。大典侍局の病を治す。徳川家康に仕えた。
- 十二代：吉田浄元（1611～1669) 徳川秀忠に謁見。宮内卿・法印。
- 十三代：吉田浄友（1646～1699) 治部卿・法印。著書『享金方』[5]。
- 十四代：吉田浄仙（？～1708) 徳川綱吉に謁見。奥医。宮内卿・法印。
- 十五代：吉田快隆（1697～1761) 徳川家継に謁見。1729年（享保14年）から12年間、天英院に就く。
- 十六代：吉田快軒（1722～1772) 1734年（享保19年）徳川吉宗に拝謁。番医。
- 十七代：吉田快諄（1747～1778) 1764年（明和元年）徳川家治に謁見。
- 十八代：吉田快菴（1737～？) 1782年（天明2年）番医、1794年（寛政6年）奥医、法眼。
- 十九代：吉田栄菴（1777～？) 1796年（寛政8年）徳川家斉に謁見。

吉田盛方院家累代の墓所は、初代・浄快から七代・浄盛まで京都の黒谷、八代・浄忠から十代・浄慶まで京都知恩寺の浄土院、十一代・浄珍は京都南禅寺の聴松院、十二代・浄元以降は芝の金地院で、同族の吉田意安家、吉田桃源院家と同じ敷地にある。